# بارزاس (كيميروفو)
بارزاس (بالروسية: Барзас) هي مدينة في مقاطعة كيميروفو أوبلاست في روسيا.
يبلغ عدد سكانها حوالي 2217  نسمة.